# Jacinda Barrett
Jacinda Barrett (Brisbane, Queensland; 2 de agosto de 1972) es una modelo y actriz australiana de cine y televisión. Ha participado en películas como Ladder 49 (2004), Poseidon (2006), The Last Kiss (2006) o School for Scoundrels (2006).

## Biografía
Hija de un bombero, nació en la ciudad australiana de Brisbane (Queensland) y empezó su carrera como modelo a la edad de diecisiete años, trabajando en Europa. 
El 6 de agosto de 2010 Jacinda anunció en el show de Craig Ferguson que había conseguido la ciudadanía estadounidense. Ganó el "Dolly Covergirl Contest" en Australia en 1988, mientras acudía a la "Kenmore State High School".
Estuvo comprometida con el comediante Chris Hardwick.
El 29 de diciembre de 2004 se casó con el actor y modelo Gabriel Match; la pareja tuvo a su primera hija Satine Anais Geraldine Macht, el 27 de agosto de 2007 en Los Ángeles, Estados Unidos.

## Carrera
Consiguió su primer papel en 1995 con The Real World: London y posteriormente decidió tomar clases de interpretación en la "British American Drama Academy" en Oxford, Inglaterra.
Su trayectoria como actriz empezó con pequeñas participaciones en series de televisión como Hercules: The Legendary Journeys, donde interpretó a Medea en el capítulo titulado "Medea Culpa" en 1998.
Tras otras apariciones en televisión su primer papel en el cine llegó de la mano de la cinta de terror Urban Legends: Final Cut (2000), en la que tuvo que eliminar su acento australiano. En 2003 trabajó con Anthony Hopkins y Nicole Kidman en el drama The Human Stain, basado en la novela, de título homónimo, escrita por Philip Roth. Encarnó a la esposa de Joaquin Phoenix en Ladder 49 (2004); Barrett declaró que sentía que esta película era como su vida real, puesto que su padre era un bombero con treinta y tres años de experiencia. En 2004 también apareció, como Rebecca, en Bridget Jones: The Edge of Reason.
En 2006 formó parte de un reparto que incluía nombres como el  de Kurt Russell, Josh Lucas o Emmy Rossum en Poseidon, remake de la película de 1972. La cinta sumó 181 millones de dólares internacionalmente, convirtiéndose en la producción más exitosa de su filmografía. Ese mismo año también apareció en las películas The Last Kiss y la comedia School for Scoundrels, junto a Billy Bob Thornton. 
En New York, I Love You (2010) interpretó a Maggie, en el segmento del film dirigido por Natalie Portman.

## Filmografía parcial
| Año       | Película                              |
| --------- | ------------------------------------- |
| 1998      | Hercules: The Legendary Journeys (TV) |
| 2000      | Urban Legends: Final Cut              |
| 2003      | The Human Stain                       |
| 2004      | Ladder 49                             |
| 2004      | Bridget Jones: The Edge of Reason     |
| 2006      | Poseidon                              |
| 2006      | The Last Kiss                         |
| 2006      | School for Scoundrels                 |
| 2009      | New York, I Love You                  |
| 2009      | Middle Men                            |
| 2010      | Matching Jack                         |
| 2011      | A Proper Send-Off                     |
| 2012–2013 | Suits (serie de televisión)           |
| 2013      | Zero Hour (serie de televisión)       |
| 2014      | The Following (serie de televisión)   |
| 2015      | Bloodline (serie de televisión)       |
| 2016      | So B. It                              |
| 2021      | Hide and Seek                         |